# Rivière du Vieux Comptoir
La rivière du Vieux Comptoir ou Pakumisimuwastikw (en iiyiyiuyimuwin) est un cours d'eau de la municipalité de Eeyou Istchee Baie-James, dans la région administrative du Nord-du-Québec, au Québec, au Canada.

## Géographie
La rivière du Vieux Comptoir tire principalement ses eaux du "lac du Vieux Comptoir" (altitude : 99 m). Ce lac est alimenté par la décharge du lac McNab (venant du nord), la décharge du lac Wiyaschunis (venant du nord), le ruisseau Mistinikap Apichach (venant de l'est) et la décharge du lac Kawasayakamich (venant du sud).
L'embouchure du lac du Vieux Comptoir est situé au sud-ouest au fond d'une baie. La rivière du Vieux Comptoir coule à priori vers l'ouest (en passant au sud d'une zone de marais), puis vers le sud-ouest.
Les bassins versants voisins de la rivière du Vieux Comptoir sont :
- côté nord : rivière du Peuplier
- côté sud : rivière Conn, rivière Pikutimastikw.

### L'embouchure
L'embouchure de la rivière du Vieux Comptoir est situé sur le littoral Est de la baie James, au sud de "La Longue Pointe", à 42 km au nord de Eastmain et à 47,6 km au sud-est du village de Wemindji.
Le document "Fifth Report of the Geographic Board of Canada 1904", édité à Ottawa en 1905, a publié en page 46 l'article : « Old Factory ; river, empties into east side of James bay, Ungava. (Not North) ».

## Toponymie
Le toponyme rivière du Vieux Comptoir a été officialisé le 5 décembre 1968 à la Banque des noms de lieux de la Commission de toponymie du Québec.

### Articles Connexes
- Eeyou Istchee Baie-James (municipalité)
- Rivière Conn
- Rivière Eastmain
- Rivière Opinaca
- Jamésie